# Piaget SA
Piaget este o companie elvețiană de orologerie și de bijuterii de lux, fondată în 1874 de către Georges Piaget în satul „La Côte aux Fées”. Ea aparține grupului elvețian Richemont, specializat în industria produselor de lux.

## Istorie

### Originile companiei (1874-1942)
În 1874, Georges Edouard Piaget își instalează primul atelier în ferma de familie situată în micul sat elvețian din munții Jura La Côte-aux-Fées.. Numele Piaget, legat până atunci în special de ceasurile de buzunar și de fabricarea unor mecanisme de orologiu de înaltă precizie pe care i le comandă mărci de renume, va depăși în curând frontierele regiunii Neuchatel. 
În 1911, Timothée Piaget, fiul lui Georges Piaget, preia conducerea societății familiale. Manufactura se consacră, începând din acel moment, ceasurilor cu brățară..

### O marcă înregistrată (1943-1955)
Sub influența nepoților fondatorului, Gérald și Valentin Piaget, marca Piaget este înregistrată în 1943. Manufactura din satul La Côte-aux-Fées produce începând din acel moment propriile sale creații și se dezvoltă puternic pe plan internațional.
Datorită dezvoltării sale rapide, întreprinderea familială deschide o nouă manufactură în 1945, tot în satul La Côte-aux-Fées, ce se concentrează mai mult pe inovație și pe mecanismele extraplate.

### Mecanismul extraplat și bijuteriile (1956-1963)
În 1957, manufactura de la La Côte-aux-Fées scoate Calibrul 9P, primul mecanism mecanic cu întoarcere manuală extraplat (2 mm grosime).
Apoi, în 1960, ceasornicarii Piaget dezvoltă Calibrul 12P, cel mai plat mecanism automatic din lume, cu o grosime de doar 2,3 mm (înscris în Cartea Recordurilor).
Colectia Piaget se diversifică. Pe lângă ceasurile monedă, ceasurile inel, ceasurile broșă sau ceasurile manșetă, Piaget creează primele sale bijuterii. 
În 1957, ceasul pentru bărbați Emperador este lansat și devine un model esențial al mărcii.
Dezvoltarea companiei duce la deschiderea unei alte manufacturi la Geneva dedicată bijuteriilor și, în 1959, se deschide primul magazin de bijuterii.

### Dezvoltarea (1964-1987)
Bijuteriile Piaget se bucură repede de o recunoaștere internațională datorită unor personalități cum ar fi Jackie Kennedy, Gina Lollobrigida și Andy Warhol.
În 1964, Piaget prezintă primele ceasuri dotate cu cadrane în piatră dură: lapislazuli, turcoaz, onix sau ochi de tigru. În continuare Piaget va lansa ceasul manșetă, simbol al ceasornicăriei de lux. În 1976, Calibrul 7P iese pe piață, un mecanism cuarț, cel mai mic din ceasurile create la acea epocă. 
Ceasul Piaget Polo, de stil avangardist, iese pe piață în 1979 și devine un model imagine al mărcii. Colecția Dancer, lansată în 1986, se bucură și ea de același succes.
Sub conducerea lui Yves Piaget începând din 1980, casa Piaget continuă să cultive gustul pentru excepțional și marca își impune statutul de „bijutier în orologerie”.

### Fuziunea (1988-2000)
Grupul de lux Vendôme, actualul Richemont, cumpără manufactura Piaget în 1988.
În anii ’90 sunt lansate noi colecții: Possession, Tanagra, Limelight și Miss Protocole cu brățările sale interșanjabile.
În ceea ce privește ceasurile, Piaget va scoate pe piață modelul Altiplano și va reinventa în 1999 unul dintre creațiile sale clasice, linia Emperador.
Piesele complicate de orologerie de lux sunt regrupate în cadrul aceleiași colecții, Black Tie.

### Noul Mecanism (2001-2008)
În 2001, o nouă Manufactură de Înaltă Orologerie Piaget este deschisă la Plan-les-Ouates, în apropiere de Geneva. Mecanismele continuă să fie fabricate în locația La Côte-aux-Fées, leagănul istoric al familiei. Noua clădire reunește peste 40 de meserii din domeniul orologeriei și al bijuteriilor.
În același an, Piaget dă un nou impuls ceasului Polo din anii ‘70 și lansează colecția Magic Reflections. 
Manufactura dezvoltă mai multe linii de mecanisme mecanice și în 2002 scoate pe piață primul mecanism tourbillon al Manufacturii Piaget, Calibrul 600P, mecanismul tourbillon cel mai fin din lume de doar 3,5 mm grosime.
În 2004, Piaget sărbătorește 130 de ani de la crearea sa.

## Pricepere
Piaget concepe, dezvoltă și produce în atelierele proprii mecanismele sale mecanice.
Manufactura există din 1874 și reunește peste 40 de meserii, de la conceperea până la livrarea unui ceas cu sisteme complexe sau a unei bijuterii de lux. 
 .

### Mecanismul Extraplat
Piaget se numără printre precursorii mecanismelor extraplate, cum ar fi mecanismele 9P manual si 12P automatic, care erau cele mai plate modele din categoria lor în 1957 și 1960. Mai recent, acestea au dat naștere modelelor moderne 430P, 450P sau 438P de doar 2,1 milimetri grosime. Aceste ultime inovații au fost folosite în special în colecția Altiplano.

### Mecanismul tourbillon
Mecanismul tourbillon a fost dezvoltat vreme de mai mult de 3 ani. Rezultatul acestei cercetări este calibrul 600P, mecanismul tourbillon cel mai plat din lume (o grosime de 3,5 milimetri). Cușca sa este foarte sofisticată: formată din 42 de elemente minuscule, din care 3 punți de titan, aceasta cântărind doar 0,2 grame. Deasupra tourbillon-ului „zburător” – sprijinit pe un ax unic – este situată emblema P, ceea ce face și mai dificil echilibrul. Pentru o fiabilitate maximă, asamblarea și încastrarea fiecărei piese 600P sunt încredințate unui singur maestru ceasornicar. 

### Mecanismul Tourbillon Schelet
Mecanismul tourbillon „zburător” al casei Piaget, complicație emblematică, este modelul cel mai plat din lume (grosime de 3,5 milimetri). 
Împărțit în 60 de secțiuni reprezentative pentru secunde, un guillochet în formă de soare strălucește din cușca tourbillon-ului. Modelul este din aur împodobit cu pietre prețioase. Fiecare din mecanismele tourbillon schelet, ce fac obiectul mai multor brevete, este asamblat și încastrat de un singur maestru ceasornicar. 

### Mecanismul Retrograd
Calibrul 560P este un mecanism mecanic cu întoarcerea automatică, conceput, dezvoltat și fabricat în cadrul Manufacturii Piaget, înzestrat cu un mecanism complex de afișare a secundelor retrograde. Acul se mișcă de la 0 la 30 pe un arc de cerc de 12 ore, pentru a reveni instantaneu la punctul său de plecare. A fost nevoie de 24 de luni pentru conceperea finisajelor artizanale: decor Côtes de Genève circulare, aspect de platină pătată, fațetare și tragerea punților precum și șuruburile albastre.

### Mecanismul Automatic
O nouă generație de mecanisme cu întoarcere automatică este lansată în 2006. Ceasul echipat cu calibrul 800P, cu indicarea orelor, minutelor, secundei centrale și a a marii date, este prevăzut cu două roți dințate ce asigură o rezervă de funcționare de 72 de ore. Acest calibru de 12 linii, adică un diametru de 26,8 milimetri, are un mecanism clasic de 21.600 vibrații pe oră (3 hertz) și reglarea sa este asigurată de un balansier cu șurub. Varianta 850P afișează, pe două sub-ecrane, o secundă mică și un al doilea fus orar. Un indicator zi/noapte sincronizat pe fusul central completează informația. 

### Tehnica Emailului
Casa Piaget continuă arta picturii în miniatură datorită unei tehnici tradiționale. Artizanul emailor alege emailuri brute, le sfărâmă și le curăță până ce obține o pudră foarte fină ce este amestecată mai apoi cu esențe și uleiuri liante pentru obținerea paletei de culori. Emailul este aplicat cu pensula în straturi succesive fine și fiecare este vitrificat prin introducerea în cuptor la 800°. Fiecare piesă emailată necesită aproape 20 de introduceri în cuptor. Emailul și culorile sale nu se alterează în acest caz.

### Montarea pietrelor prețioase și gemologia (studiul pietrelor prețioase)
Casa Piaget adăpostește cel mai important atelier de giuvaergerie din Geneva. Toate pietrele sunt tăiate, ajustate și montate manual.
Același lucru este valabil și pentru selectarea diamantelor și pietrelor prețioase. Diamantele, de exemplu, răspund unor standarde de culori (de la D la G) și de puritate (de la IF la WS). Diamantele sunt riguros controlate conform unui protocol intern referitor la culoare, mărime, puritate și carate. 
Atelierul Piaget este membru al „Council for Responsible Jewellery Practices” și al „Kimberley Process Certification Scheme”, ce garantează originea neconflictuală a producției de diamante.

## Colecții

### Orologerie[7]
- Black Tie
- Altiplano
- Upstream
- Piaget Polo
- Dancer
- Possession
- Miss Protocole
- Limelight
- Exceptional Pieces
- Creative Collection

### Bijuterii[8]
- Possession
- Wedding
- Hearts&Charms
- Miss Protocole
- Magic Gardens of Piaget
- Limelight
- Creative Collection
- For Men

## Evenimente – Sponsoring

### Premiile Spirit Awards
În 2008, Piaget a sponsorizat Independent Spirit Awards, festival american dedicat filmelor independente. Ceremonia a avut loc la 23 februarie 2008, la Santa Monica, în California.
Câștigătorii recompensați cu un Spirit Awards au fost: 
- Cel mai bun Film: Juno de Jason Reitman
- Cel mai bun Director: Julian Schnabel – The Diving Bell and the Butterfly
- Cel mai bun Regizor: Tamara Jenkins – The Savages
- Cea mai bună Actriță: Ellen Page – Juno
- Cel mai bun Actor: Philip Seymour Hoffman – The Savages
- Cel mai bun Rol Secundar Feminin: Cate Blanchett – I’m Not There
- Cel mai bun Rol Secundar Masculin: Chiweteil Ejiofor
- Cel mai bun Film Străin: Once (Ireland) de John Carney
- Cel mai bun Film de Debut: The Look Out de Scott Frank

### Ambasadori
Marca a ales drept ambasadoare mondială pe Maggie Cheung. Manechin, apoi actriță, Maggie Cheung a primit deja premii prestigioase precum Ursul de Argint de la Berlin și Premiul pentru interpretare feminină de la Cannes.
Fotograful francez Patrick Demarchelier a fost ales pentru a imortaliza desemnarea lui Marie Cheung ca ambasadoare. Patrick Demarchelier a fotografiat numeroase personalități, precum Madonna, Nicole Kidman, David Bowie, Paul Newman, Christy Turlington și Elizabeth Hurley.

### Magazinele Piaget
Piaget este prezent în 84 de țări cu mai mult de 800 de magazine în întreaga lume. Magazinele cele mai reprezentative se găsesc în inima marilor metropole:
- Piaget Paris - Place Vendôme

Deschis în 1992, magazinul Piaget Paris este situat în centrul luxului Capitalei franceze. 
- Piaget Monaco - Beaux Arts

Magazinul Piaget Monaco este deschis pe avenue des Beaux Arts din 1980.
- Piaget Berlin - Kurfürstendamm

Din anul 2002, Magazinul Piaget Berlin s-a instalat la Kurfürstendamm din Berlin.
- Piaget Palm Beach - South County Road

Piaget și-a deschis un magazin la Palm Beach, în Florida, pe malul oceanului. 
- Piaget Miami - Collins Avenue

În inima Floridei, Piaget s-a instalat pe Collins Avenue, centrul orașului Miami.
- Piaget New-York - Cinquième Avenue

Piaget s-a instalat pe cel mai cunoscut bulevard din New York în Manhattan. 
- Piaget Las Vegas - Hôtel Palazzo

Magazinul, situat în capitala jocului, simbolizează dezvoltarea casei Piaget pe plan internațional.

## Premii și recompense

### Premii decernate
Piaget, de-a lungul istoriei sale, a primit numeroase recompense: 
- În 2000, Juriul Montres Passion a decernat premiul „Ceasul Anului” modelului Emperador [10].

- Cu ocazia „Grand Prix d’Horlogerie” de la Geneva, ceasul Piaget 1967 a primit „Premiul Ceasului Design” în 2002   [11]și ceasul  Altiplano XL, „Premiul ceasului extraplat” în 2003 [12].

- Cu ocazia „Grand Prix d'Horlogerie” de la Geneva, Piaget a primit Premiul pentru Ceasul joaillerie de Damă, pentru modelul său Limelight Party [13].

- În 2006, ceasul Limelight Party a fost, de asemenea, ales „Cel mai frumos ceas al anului 2006” de către revista Vogue Joyas Spain [14].

- Ceasul Piaget Polo Chronograph a fost ales „Ceasul anului 2007”, categoria Cronograf, de către juriul revistei franceze La Revue des Montres [15].

- Modelul Emperador a primit premiul  Ceasul de Bărbăți al Anului 2007 (Middle East Watch of the Year Awards 2007), organizat de  revista Alam Assaat Wal Moujawharat[16].

- Ceasul Limelight Party secret watch a fost numit „Ceasul Anului 2007” în categoria Ceasuri de Damă de către revista belgiană Passion des Montres. [17].

### Premiul Piaget pentru cel mai bun Ceasornicar – Bijutier
Piaget a creat în 2005 Premiul pentru cel mai bun Ceasornicar – Bijutier. Acest premiu este decernat unui elev ce are dreptul îndeosebi la Certificatul Federal de Capacitate. Dorian Recordon a fost primul diplomat care a primit acest premiu.